# Takuya Matsuura
Takuya Matsuura (松浦 拓弥 Matsuura Takuya?), född 21 december 1988 i Shizuoka prefektur, är en japansk fotbollsspelare.
Matsuura började sin karriär 2007 i Júbilo Iwata. Med Júbilo Iwata vann han japanska ligacupen 2010. 2011 blev han utlånad till Avispa Fukuoka. Han gick tillbaka till Júbilo Iwata 2012. 2019 flyttade han till Yokohama FC.